# Меве, Шарль
Шарль Меве(фр. harles-Frédéric Mewès', 30 января 1858 — 9 августа 1914) — французский архитектор и дизайнер.

## Биография
Шарль Фредерик Меве родился в Эльзасе в 1858 году, вырос в Париже после того, как его семья бежала от прусского вторжения в 1870 году. Он обучался у Жана-Луи Паскаля в Школе изящных искусств и на протяжении всей своей карьеры избегал стиля модерн ради элегантного, тщательного воссоздания Франции восемнадцатого века: логическая, пространственная симметрия Людовика XVI постоянно повторяется в его работах.
Отели Меве, интерьеры пароходов, клубы и частные резиденции соответствовали изысканному вкусу эдвардианской эпохи. Он проектировал отели Ritz в Париже (1898), Лондоне (1905—1906) и Мадриде (1908—1910); он также был дизайнером отеля Maria Cristina в Сан-Себастьяне (завершен в 1912). Лондонский отель «Ритц» был одним из первых британских зданий со стальным каркасом. Впоследствии Шарль Меве взялся за проектирование крупнейшего клуба Пэлл-Мэлл — Королевского автомобильного клуба (1910), в котором была установлена купальня в помпейском стиле, заимствованная из более раннего l’Etablissement Hydrominéral (1899—1900) в Контрексвилле. Его первый интерьер парохода для SS Amerika компании Hamburg America Line был завершён в 1905 году; компания так восхищалась интерьером, что Меве стал их постоянным дизайнером.
Хотя Меве говорил только по-французски, он открыл фирмы в Лондоне и Кёльне вместе с Артуром Джозефом Дэвисом, который был его однокурсником в Школе изящных искусств, и со швейцарцем Альфонсом Бишоффом.
Шарль Меве спроектировал множество зданий, вызывающих восхищение, в том числе колоссальный замок Рошфор-ан-Ивелин, резиденцию Жюля Ферри и свою собственную резиденцию на Бульваре Инвалидов, 36 в Париже. Он сам стал преподавателем и обучал множество студентов со всего мира.
Шарль Меве купил небольшой замок Шаррахбергхайм в Эльзасе, где он проводил много времени со своими тремя детьми после смерти жены в 1896 году. Он умер в Париже в 1914 году.

## Избранные работы

### Отели
- Hôtel Ritz Paris, Вандомская площадь 15 (1897—1898): перестроил Hotel de Gramont для предпринимателя Сезара Рица, Это был первый в мире отель, каждый номер в котором был оснащён ванной.
- Carlton Hotel (1899), первое здание в Лондоне для постройки которого использовались и камень и сталь.
- Ritz Hotel, Пикадилли 150
- Mandarin Oriental Ritz (1910), совместно с испанским архитектором Луисом де Ландехо.
- Maria Cristina в Сан-Себастьяне (Испания) (1912).